# Paweł Młocki
Paweł Młocki herbu Prawdzic – sędzia ziemski ciechanowski w 1659 roku, starosta ciechanowski w 1646 roku.
Poseł na sejm 1659 roku, poseł sejmiku ciechanowskiego na sejm 1661 roku. 
Poseł na sejm konwokacyjny 1668 roku z ziemi ciechanowskiej. Był członkiem konfederacji generalnej zawiązanej 5 listopada 1668 roku na tym sejmie. Elektor w 1669 roku z ziemi cichanowskiej. Podpisał pacta conventa Michała Korybuta Wiśniowieckiego. 